# Championnat d'Islande de football 2024
Navigation
Besta deild 2023 Besta deild 2025
La saison 2024 de Besta deild est la 113e édition de la première division de football d'Islande, qui constitue le premier échelon national islandais et oppose 12 clubs professionnels, à savoir les dix premiers de la saison 2023, ainsi que les deux premiers de la deuxième division islandaise de 2023.
Ce championnat comprend vingt-deux journées, les clubs s'affrontant deux fois en matches aller-retour. Puis le championnat est scindé en deux, les six premiers jouant pour le titre et les six derniers pour la relégation.
Víkingur Reykjavik est le tenant du titre.
La compétition est remportée par le Breiðablik Kópavogur qui est sacré pour la troisième fois de son histoire.

## Compétition

### Règlement
La distribution des points se fait tel que suit :
- 3 points en cas de victoire
- 1 point en cas de match nul
- 0 point en cas de défaite

En cas d'égalité, les équipes sont départagées selon les critères suivants dans cet ordre :
- Différence de buts générale
- Nombre de buts marqués
- Fair-play

### Classement
| Rang | Équipe                   | Pts | J  | G  | N | P  | Bp | Bc | Diff |
| ---- | ------------------------ | --- | -- | -- | - | -- | -- | -- | ---- |
| 1    | Víkingur Reykjavik T     | 49  | 22 | 15 | 4 | 3  | 56 | 23 | +33  |
| 2    | Breiðablik Kópavogur     | 49  | 22 | 15 | 4 | 3  | 53 | 28 | +25  |
| 3    | Valur Reykjavik          | 38  | 22 | 11 | 5 | 6  | 53 | 33 | +20  |
| 4    | ÍA Akranes P             | 34  | 22 | 10 | 4 | 8  | 41 | 31 | +10  |
| 5    | Ungmennafélagið Stjarnan | 34  | 22 | 10 | 4 | 8  | 40 | 35 | +5   |
| 6    | FH Hafnarfjörður         | 33  | 22 | 9  | 6 | 7  | 39 | 38 | +1   |
| 7    | Fram Reykjavik           | 27  | 22 | 7  | 6 | 9  | 31 | 32 | -1   |
| 8    | KA Akureyri C            | 27  | 22 | 7  | 6 | 9  | 32 | 38 | -6   |
| 9    | KR Reykjavik             | 21  | 22 | 5  | 6 | 11 | 35 | 46 | -11  |
| 10   | HK Kópavogur             | 25  | 22 | 6  | 7 | 9  | 37 | 48 | -11  |
| 11   | Vestri P                 | 18  | 22 | 4  | 6 | 12 | 22 | 43 | -21  |
| 12   | Fylkir Reykjavík         | 17  | 22 | 4  | 5 | 13 | 26 | 51 | -25  |

|  | Qualification pour les barrages de championnat     |
|  | Qualification pour les barrages de qualification   |
|  | T : Tenant du titre P : Promu de deuxième division |

### Poule championnat
Les six premiers de la saison régulière se retrouvent dans une poule pour déterminer le champion, les équipes emportent les points acquis lors de la première phase. Le premier est déclaré champion d'Islande, les deux équipes suivantes, outre le vainqueur de la Coupe, sont qualifiées pour la Ligue Conférence.
| Rang | Équipe                   | Pts | J  | G  | N | P  | Bp | Bc | Diff |
| ---- | ------------------------ | --- | -- | -- | - | -- | -- | -- | ---- |
| 1    | Breiðablik Kópavogur     | 62  | 27 | 19 | 5 | 3  | 63 | 31 | +32  |
| 2    | Víkingur Reykjavik T     | 59  | 27 | 18 | 5 | 4  | 68 | 33 | +35  |
| 3    | Valur Reykjavik          | 44  | 27 | 12 | 8 | 7  | 66 | 42 | +24  |
| 4    | Ungmennafélagið Stjarnan | 42  | 27 | 12 | 6 | 9  | 51 | 43 | +8   |
| 5    | ÍA Akranes P             | 37  | 27 | 11 | 4 | 12 | 49 | 47 | +2   |
| 6    | FH Hafnarfjörður         | 34  | 27 | 9  | 7 | 11 | 43 | 50 | -7   |

|  | Qualification pour la Ligue des champions de l'UEFA 2025-2026                                    |
|  | Qualification pour la Ligue Conférence 2025-2026                                                 |
|  | T : Tenant du titre C : Vainqueur de la Coupe d'Islande 2024 P : Club promu de deuxième division |

### Poule relégation
Les six derniers de la saison régulière se retrouvent dans une poule en emportant les points acquis lors de la première phase. Les deux dernières équipesr est relégué en deuxième division.
| Rang | Équipe           | Pts | J  | G  | N | P  | Bp | Bc | Diff |
| ---- | ---------------- | --- | -- | -- | - | -- | -- | -- | ---- |
| 1    | KA Akureyri C    | 37  | 27 | 10 | 7 | 10 | 44 | 48 | -4   |
| 2    | KR Reykjavik     | 34  | 27 | 9  | 7 | 11 | 56 | 49 | +7   |
| 3    | Fram Reykjavik   | 30  | 27 | 8  | 6 | 13 | 38 | 49 | -11  |
| 4    | Vestri P         | 25  | 27 | 6  | 7 | 14 | 32 | 53 | -21  |
| 5    | HK Kópavogur     | 25  | 27 | 7  | 4 | 16 | 34 | 71 | -37  |
| 6    | Fylkir Reykjavík | 21  | 27 | 5  | 6 | 16 | 32 | 60 | -28  |

|  | Relégation directe en deuxième division                                                          |
|  | T : Tenant du titre C : Vainqueur de la Coupe d'Islande 2024 P : Club promu de deuxième division |

- KA Akureyri est qualifié pour la Ligue Conférence 2025-2026 en tant que vainqueur de la  Coupe d'Islande 2024[3].

## Bilan de la saison
| Championnat d'Islande de football 2024                             |                                 |
| Champion                                                           | Breiðablik Kópavogur (3e titre) |
| Coupes et trophées                                                 |                                 |
| Vainqueur de la Coupe d'Islande 2024                               | KA Akureyri                     |
| Vainqueur de la Coupe de la Ligue islandaise                       | Breiðablik Kópavogur            |
| Vainqueur de la Supercoupe d'Islande                               | Víkingur Reykjavik              |
| Qualifications continentales                                       |                                 |
| Ligue des champions de l'UEFA 2025-2026                            | Breiðablik Kópavogur            |
| Ligue Conférence 2025-2026                                         | Valur Reykjavik                 |
| Ligue Conférence 2025-2026                                         | Víkingur Reykjavik              |
| Ligue Conférence 2025-2026                                         | KA Akureyri                     |
| Promotions et relégations                                          |                                 |
| Promus en Championnat d'Islande de football                        | ÍBV Vestmannaeyja               |
| Promus en Championnat d'Islande de football                        | Afturelding Mosfellsbær         |
| Relégués en Championnat d'Islande de football de deuxième division | HK Kópavogur                    |
| Relégués en Championnat d'Islande de football de deuxième division | Fylkir Reykjavík                |